# Habiba Tahri
Habiba Tahri, née en 1988, est une haltérophile tunisienne.

## Carrière
Aux championnats d'Afrique 2004 à Tunis, Habiba Tahri est médaillée de bronze à l'arraché, à l'épaulé-jeté et au total dans la catégorie des moins de 69 kg,.